# Ipas
Ipas es una localidad española, que pertenece al municipio de Jaca, en la Jacetania, provincia de Huesca, Aragón.

## Geografía
Se encuentra, al igual que Badaguás, Baraguás y Lerés, en la ladera sur de la sierra de Baraguás o de la Contienda, como también se la denomina. Está a 1.021 metros de altitud, lo que permite una visión panorámica de la comarca denominada Val Ancha.

### La Val Ancha

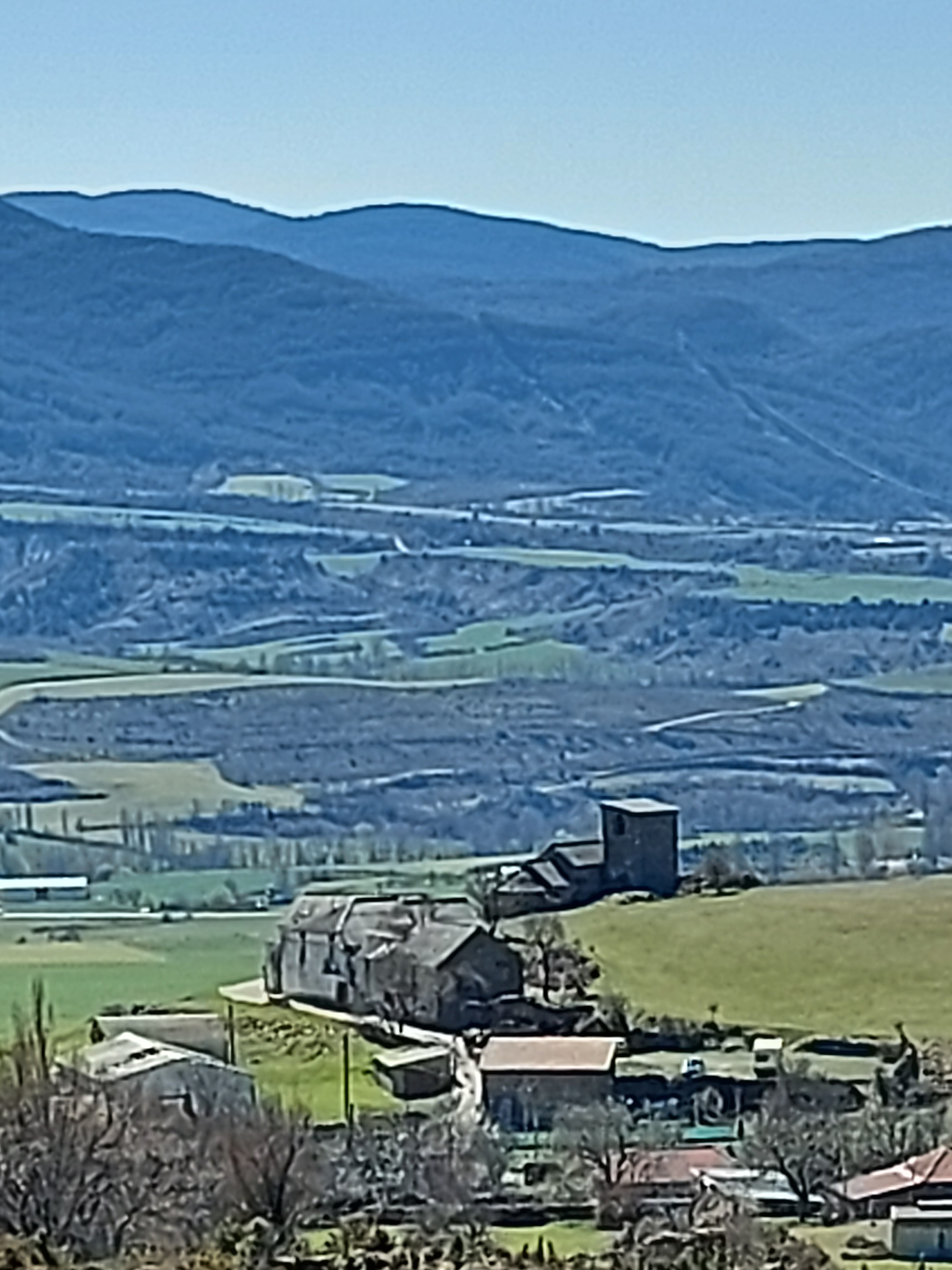
Ipas y la Val Ancha

Es una de las seis unidades administrativas que conforman el extenso municipio de Jaca. A ella pertenecen, además de Ipas, Badaguás, Barós, Ulle, Navasa, Navasilla, Orante, Martillué, Jarlata, Guasa, Baraguás, Lerés, Gracionépel y Espuéndolas.
La Val Ancha es la primera zona abierta después de los Pirineos adecuada para la agricultura y ganadería. Constituye una depresión que va desde Jaca hasta Sabiñánigo, cuyo límite septentrional está definido por la sierra de Baraguás mientras que la Peña Oroel marca el meridional. Aquí, en  un territorio relativamente pequeño, se encuentra un elevado número de pueblos dispersos, de reducida población, dedicados tradicionalmente a la agricultura de secano y a la ganadería lanar.

## Historia
La población de Ipas, aparece mencionada en un documento de Sancho el Mayor, rey de Pamplona, fechado en 1028, como límite de las propiedades del cercano monasterio de San Clemente de la Garcipollera. A los dos años, en 1030, el mismo monarca donó un "palacio" con sus propiedades que tenía en Ipas al monasterio de San Juan de la Peña. Por estos años se sabe que el linaje de los Gascón estaba vinculado a Ipas y que su escudo era de una flor de lis de oro. En el Museo Diocesano de Huesca se conserva un lápida con la inscripción "Rodericus Gascon miles" (Rodrigo Gascón militar), fallecido en 1088.
A partir de la creación del reino de Aragón, con Sancho Ramírez, la localidad pertenece al rey y está gobernada por los "tenientes" que designa el monarca. En el siglo XIV se tiene noticia de que pertenece al conde de Foix y de que en 1397 el rey Martín el Humano la dona a Jaca para de esta manera contribuir a la financiación de las obras de construcción de las murallas y sus portales.

## Demografía
En el censo de 1495 figuraba con siete "fuegos", que equivaldrían a unos 70 habitantes. En 1857 tenía 86. Por aquellas fechas el Diccionario de Pascual Madoz daba cuenta de que Ipas tenía nueve casas, incluida la consistorial, producía "trigo, cebada y algunas legumbres", criaba "ganado lanar, cabrío y vacuno" y cazaba "perdices y conejos". En 1900 sus vecinos eran 60. En la segunda mitad del siglo XX se produjo la emigración del campo a la ciudad, que en Ipas, al igual que en los pueblos del entorno, prácticamente vació la localidad. En 2017 contaba con 13 habitantes.

## Toponimia
Aparece citado en la documentación histórica a partir de 1028 como Ipas, Ipasa, Ipassa, Ippassa, Ypas, Ypasa e Ypaza.

## Patrimonio artístico

### Iglesia de San Esteban

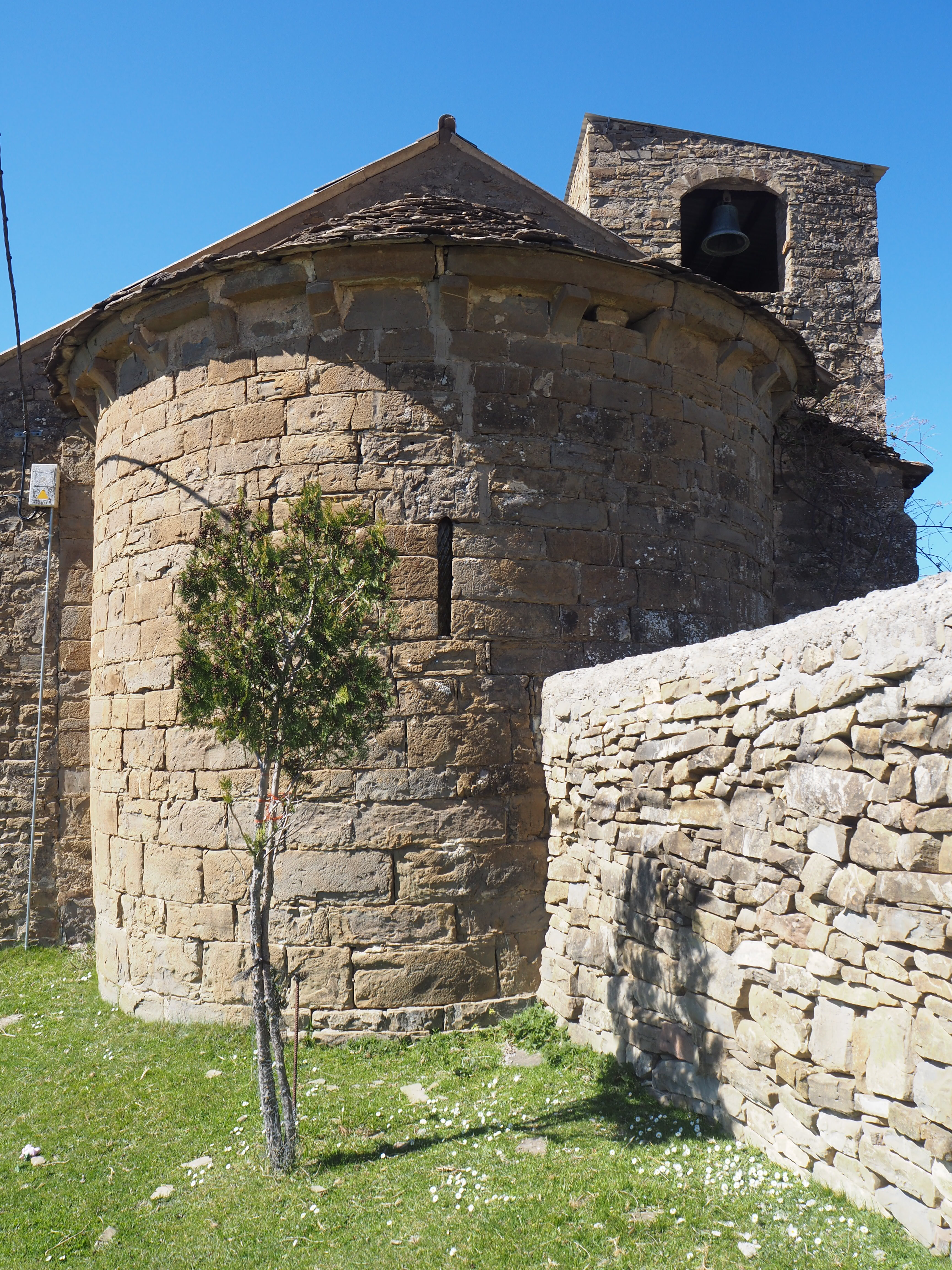
Iglesia de San Esteban. Ábside románico

El templo primitivo se construyó en el siglo XII, en estilo románico rural. Constaba de una nave rectangular que remataba en el presbiterio y que se cubría una bóveda de medio cañón. El ábside es semicircular y tiene bóveda de cuarto de esfera; al exterior se abre una ventana estrecha, a la manera de aspillera, con un pequeño arco de medio punto tallado sobre un sillar, por tanto, sin dovelas, lo que constituye un recurso rudimentario frecuente en las iglesias de esta época. La ventanita tiene derrame interno para difundir la luz sobre el presbiterio. La cornisa exterior está sustentada por canecillos lisos, sin decoración.
El edificio está construido con sillares regulares, de medidas considerables y tallados con destreza. No tiene motivos ornamentales escultóricos a excepción del crismón. 
En el siglo XVII se amplió el templo hacia el sur con una nave que prolonga hacia el oeste la primitiva románica, En la puerta, orientada al sur, se aprovechó el tímpano románico de la iglesia primitiva, en el que figura el crismón, un elemento iconográfico que se repite en las iglesias de la comarca de Jaca. La nueva construcción adosada permitió construir la sacristía y disponer de baptisterio donde se encuentra una pila bautismal románica de tosca factura.
La torre es de planta cuadrada, de dimensiones extraordinarias, levantada con grandes sillares, regulares y bien labrados. Se estima que puede ser anterior a la iglesia, y que inicialmente fue atalaya de la frontera con los musulmanes. Por su origen y estructura es similar a la de Baraguás. Posteriormente se adaptaría a la función de campanario, para lo que se practicó un vano desproporcionado en el muro este. Al parecer fue desmochada por un rayo y actualmente tiene cubierta a una vertiente con uralita, al igual que la iglesia, a excepción del ábside que conserva la losa originaria. La cubierta de uralita resulta a todas luces impropia para un edificio con el valor histórico y artístico que este posee. Igualmente desafortunado por inadecuado es el bloque de nichos construido junto al ábside románico.

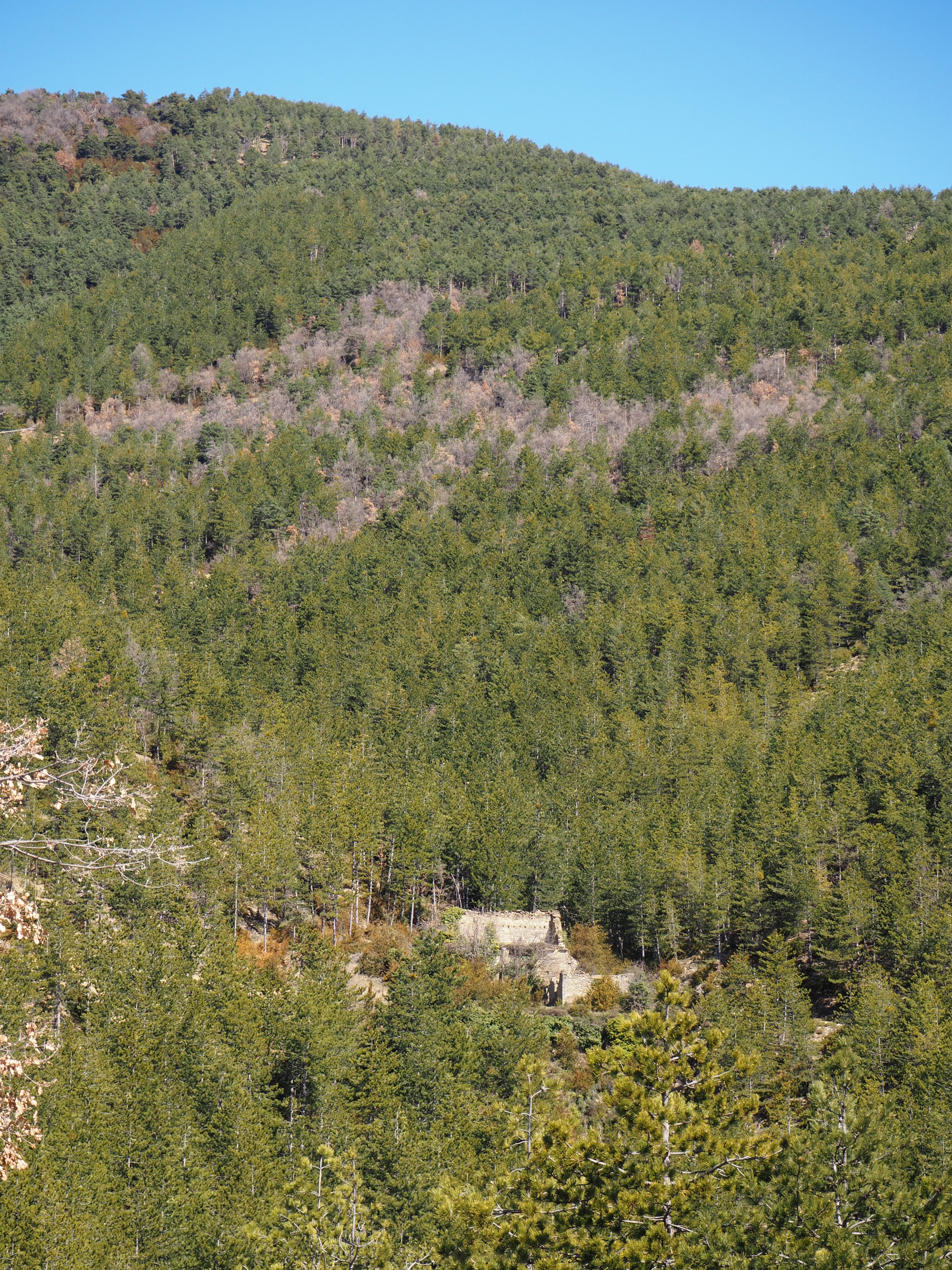
Ruinas de la ermita de la Virgen de Ipas ocultas en los pinares de las peñas Castillón

### Ermita de la Virgen de Ipas
Se encuentra al norte de la población, en una ladera, orientada al sur, de las peñas de Castillón. Fue un lugar de peregrinación muy concurrido en la zona, fundamentalmente por la atracción de las reliquias excepcionales que conservaba, como eran leche de la Virgen María y cabellos de María Magdalena. En Jaca existió una cofradía integrada exclusivamente por nobles cuya misión era atender la conservación de la ermita.
La romería tenía lugar el día de la Natividad de María, el 8 de septiembre, y a ella concurrían, además de Ipas, Jaca, Bergosa y Baraguás. Los fieles hacían rogativas para que las lluvias llegaran a sus campos. De la importancia de este lugar da fe el hecho de que el cabildo de la catedral de Jaca se desplazaba oficialmente hasta aquí en romería.
El conjunto se abandonó en el siglo XIX y desde entonces se ha degradado en su práctica totalidad: está en ruinas y ha sido expoliado. Presenta dos capillas paralelas, orientadas de este a oeste. La situada más al norte, es más reciente, es gótica, construida entre los siglos XIV y XV. Tiene  planta rectangular, con bóveda de cañón y testero recto iluminado por dos óculos con tracería gótica. La puerta, de pequeñas dimensiones, presenta arco de medio punto. Aquí se daba culto al crucifijo que ahora se custodia en Ipas. 
La capilla aneja y previa, situada contigua al muro sur de la ya descrita, es la primitiva de la ermita, pertenece al románico rural, aunque presenta una puerta con arco apuntado, tenía bóveda de cañón de la que queda solo algún resto apoyado en el muro norte. El ábside románico fue derribado y sustituido por una cabecera recta. Acogía la imagen románica de la Virgen a la que estaba dedicada la ermita. Se conserva en Ipas.
Anejo se encontraba un edificio amplio y alto que serviría para alojar al ermitaño y a los romeros. Se tiene noticia de que las monjas benedictinas de Jaca en 1563 se refugiaron aquí huyendo de la peste que asolaba la comarca.
En 1969 se arrancaron restos de pinturas murales, pertenecientes al gótico lineal, con un estilo rudimentario, datadas a mediados del siglo XV, y se trasladaron al Museo Diocesano de Jaca. Representan tres asuntos: La Virgen con el Niño y posiblemente la familia del donante al que acompaña san Juan Bautista, los desposorios de María y el Calvario.

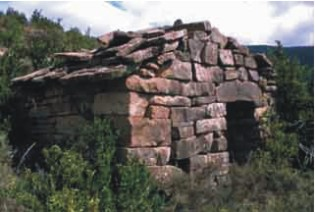
Caseta rural en la ladera del arroyo Refinaruelo

### Construcciones rurales
Repartida por el monte Rapitán, el llano de Ipas y el barranco de Ana, se conserva una docena de casetas situadas en el campo, destinadas a recoger aperos de labranza así como a dar cobijo a agricultores y pastores. Constituyen un ejemplo de arquitectura rural; están levantadas con aparejo pequeño, sin tallar, a seco (sin argamasa) y cubiertas con una falsa bóveda, construida a base de avanzar paulatinamente las losas hasta cerrar la construcción. Tienen una abertura en el techo para la salida de humos y un solo vano, el de la puerta, que se presenta adintelada con una losa de mayores dimensiones que el resto.

## Fiestas y romerías
Las fiestas de la localidad se celebran el 3 de agosto, san Esteban, el santo titular de la parroquia.
El 8 de septiembre se celebraba la romería a la ermita de la Virgen de Ipas a la que concurría esta localidad juntamente con Jaca, Bergosa y Barguás.
En la primera quincena de junio tenía lugar la romería de san Indalecio. Llegó a reunir 238 pueblos de la provincia de Huesca en la campa del monasterio nuevo de San Juan de la Peña. Cada uno de ellos se congregaba bajo el árbol que habían plantado sus mayores.
Según la tradición, san Indalecio nació en Caspe y es uno de los siete varones apostólicos. Fue el primer obispo de Almería, que entonces tenía su sede en Pechina. Sufrió el martirio y sus restos fueron trasladados al monasterio  de San Juan de la Peña en 1084. Desde entonces aquí han sido venerados y recibido rogativas para propiciar la lluvia en los campos.

## Galería de imágenes

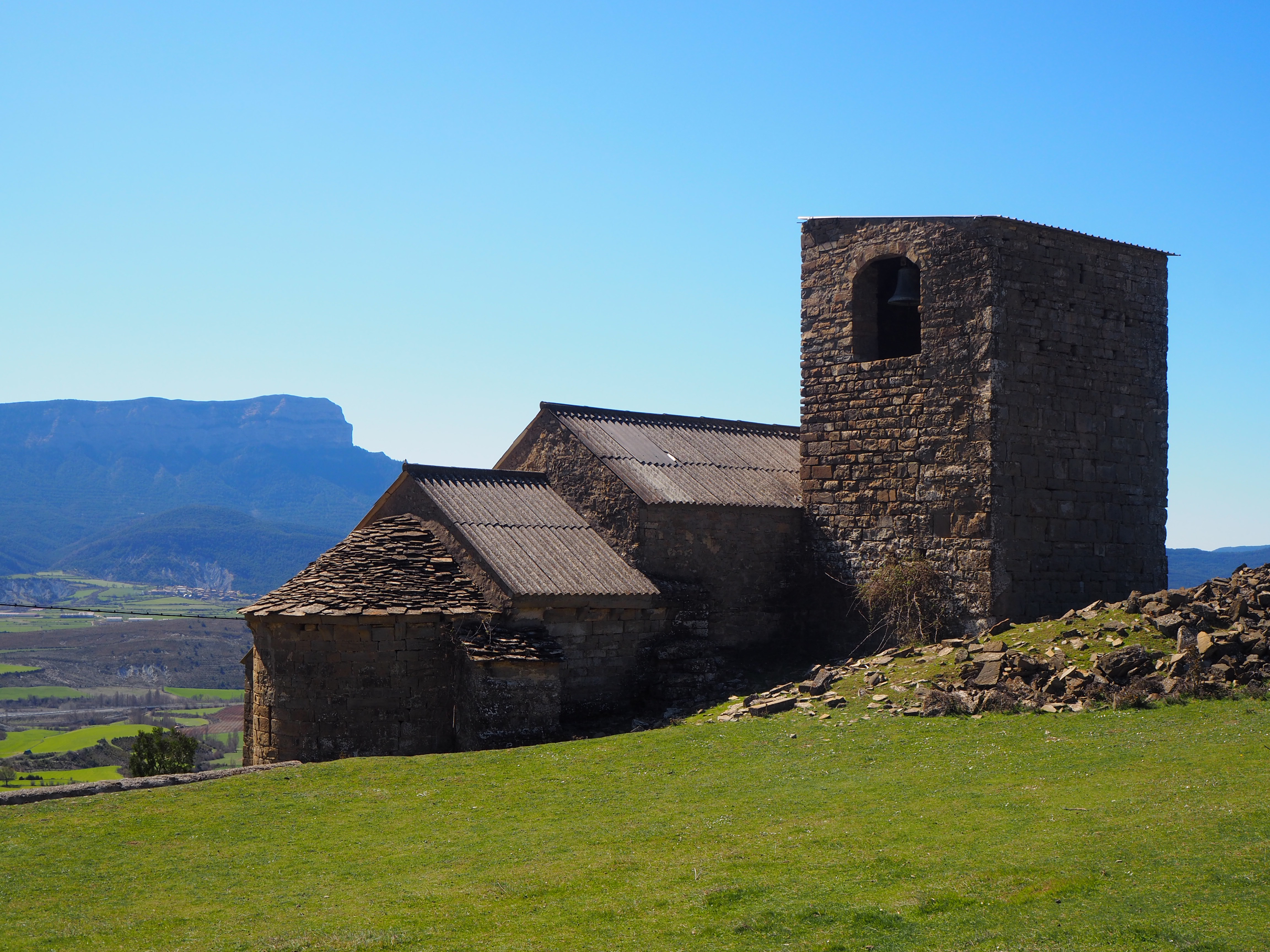
Iglesia de San Esteban con la peña Oroel al fondo
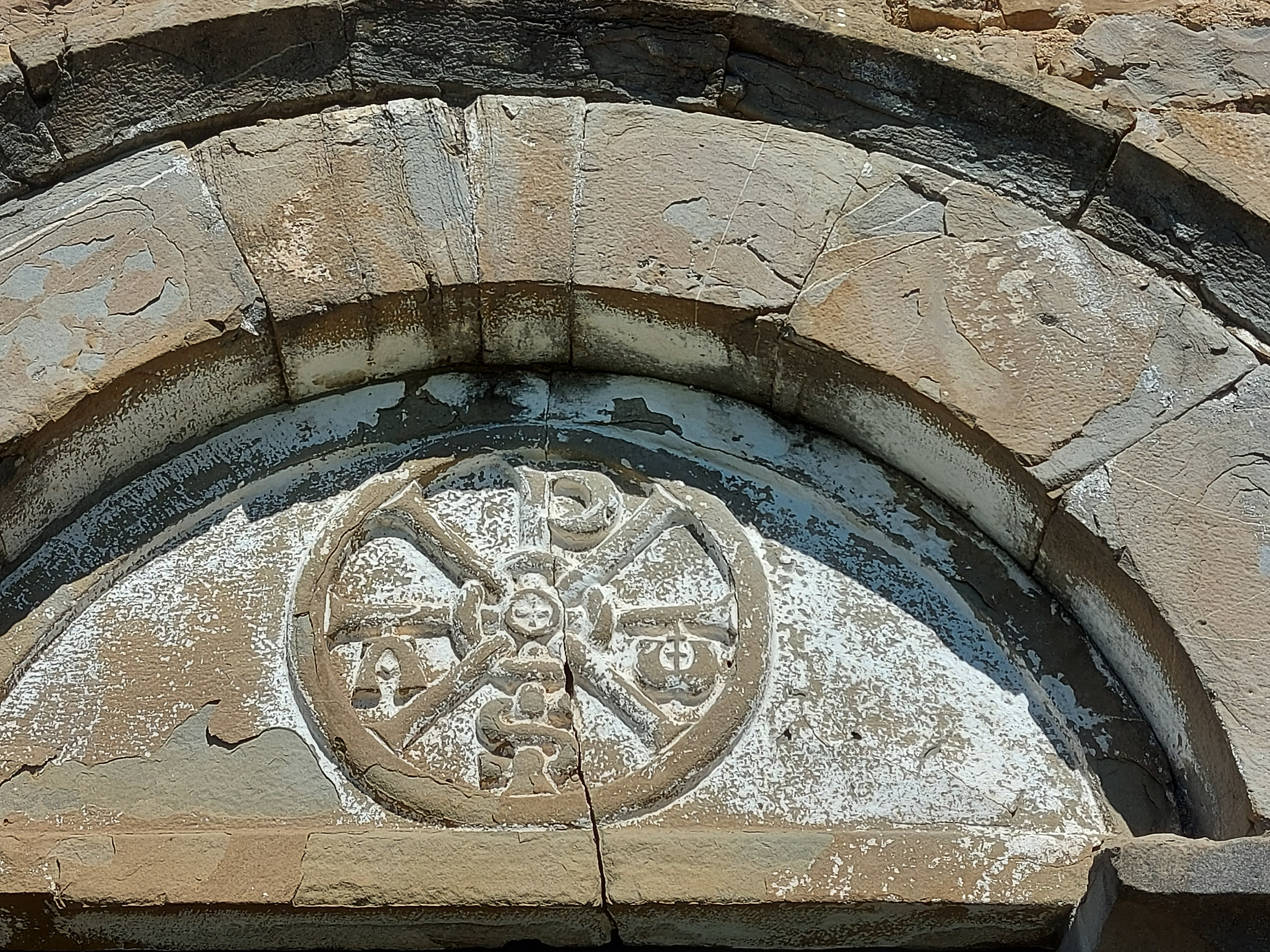
Crismón románico
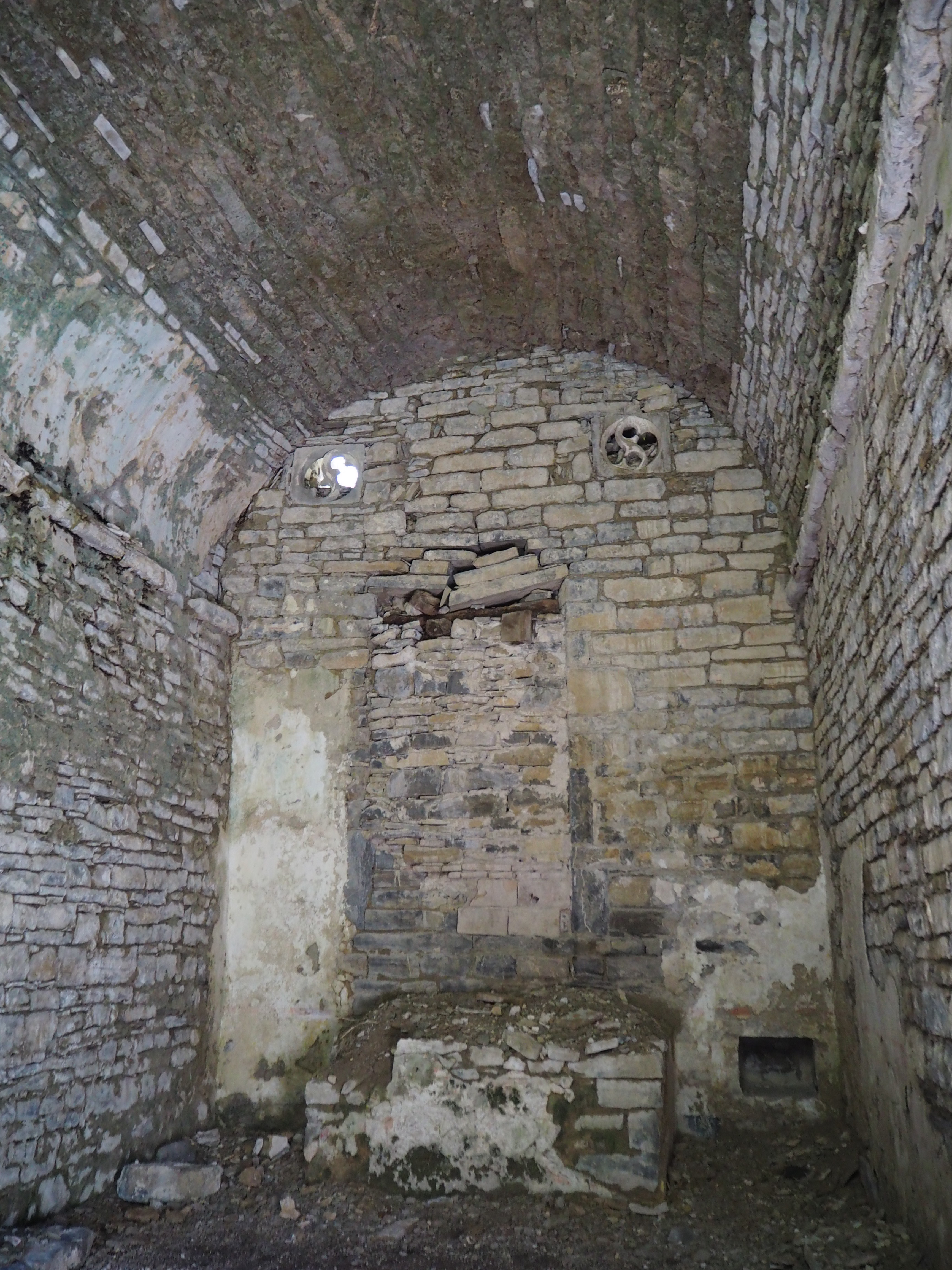
Capilla gótica de la ermita de la Virgen de Ipas
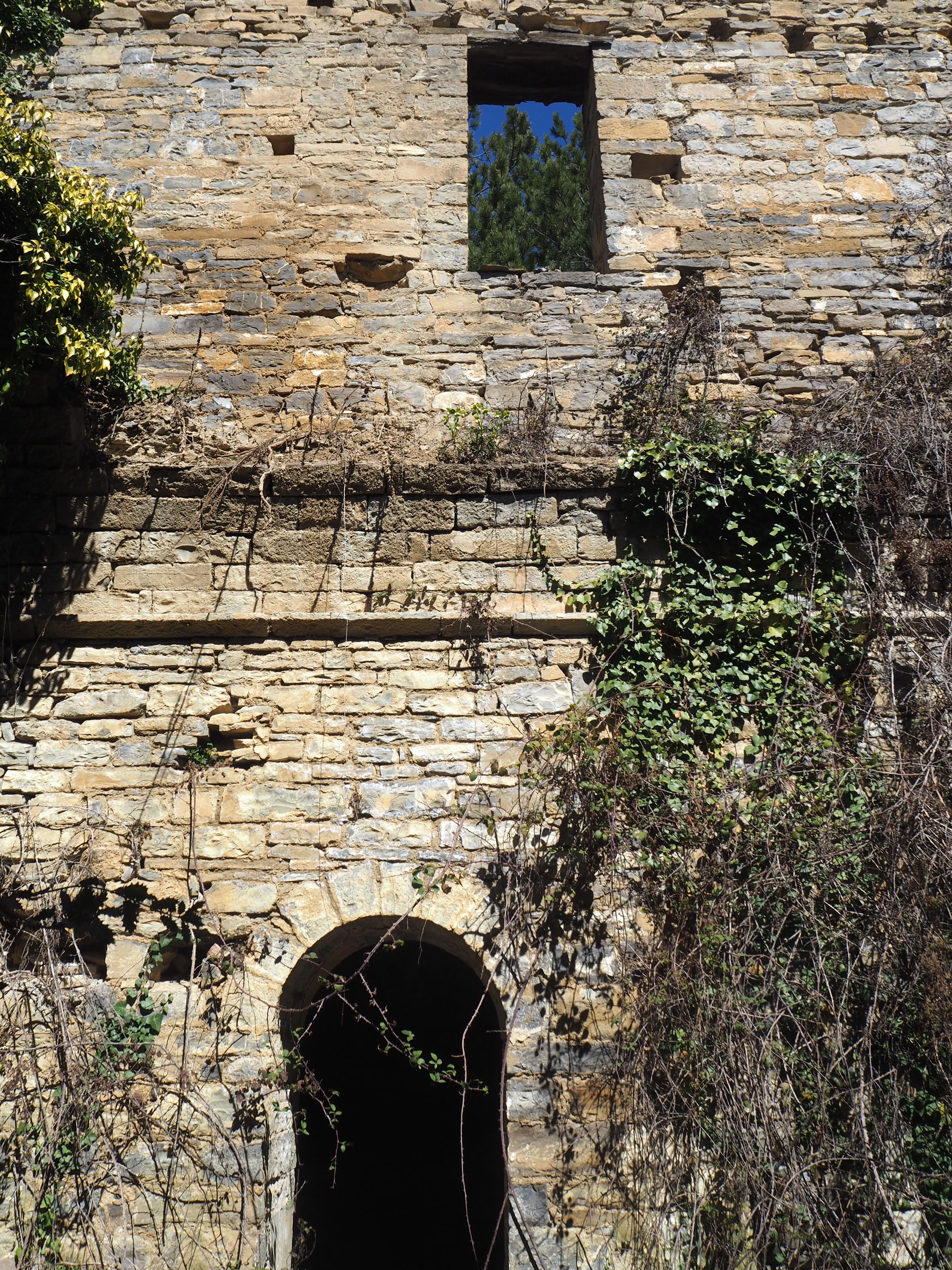
Ruinas de la capilla románica de la ermita de la Virgen de Ipas
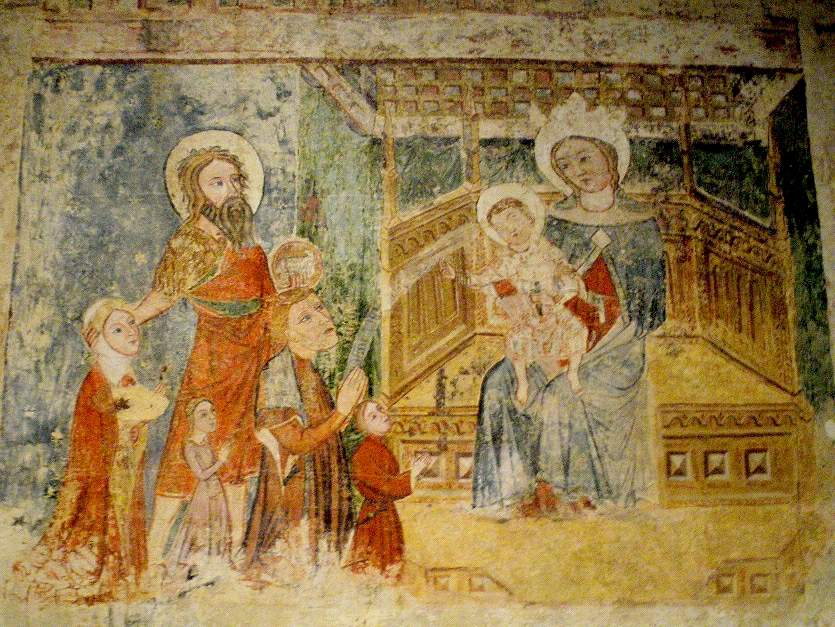
Pintura gótica de la ermita de la Virgen, hoy en el Museo Diocesano de Jaca